# Wieża widokowa na Zlatým Chlumie
Wieża widokowa na Zlatým Chlumie (czes. Frývaldovská stráž, niem. Freiwaldauer Warte) – wieża widokowa położona w paśmie Gór Opawskich (czes. Zlatohorská vrchovina), będąca charakterystycznym punktem w okolicy miasta Jesionik (czes. Jeseník). Rozciąga się z niej panorama na samą miejscowość oraz okoliczne góry. Wieża położona jest na wysokości 875 m n.p.m. i oddalona o około 200 m na północny zachód od szczytu. Administracyjnie należy do miejscowości Česká Ves.

## Historia

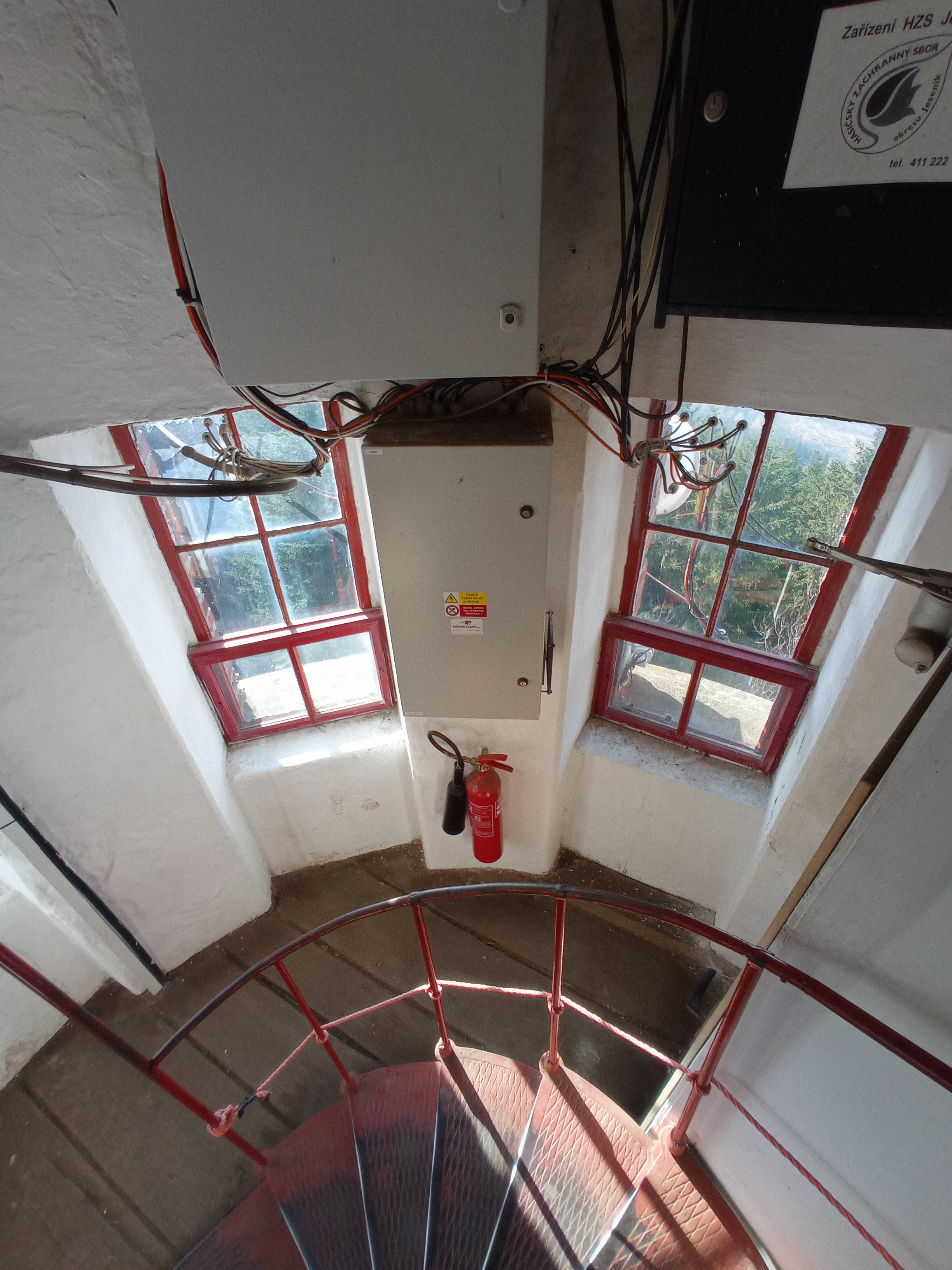
Wnętrze (2021)

W 1894 członkowie Zarządu Głównego Morawsko-Śląskiego Sudeckiego Towarzystwa Górskiego (niem. Mährisch-Schlesischer Sudetengebirgsverein (MSSGV)) zaproponowali wybudowanie na szczycie wieży widokowej. W 1895 sekcja z Jesionika zaproponowała dla niej nadanie imienia Franciszka Józefa, co wywołało krótki spór z sekcją ze Zlatych Hor, która tak samo planowała nazwać wieżę widokową na Biskupiej Kopie. W tym też roku rozpoczęto gromadzenie pieniędzy, a w 1896 wybudowano drogę na szczyt. Teren na szczycie należał jednak do biskupstwa wrocławskiego, które nie wyrażało zgody na budowę. Postanowiono zacząć jednak gromadzić materiały budowlane oraz projekty budowy.
Wreszcie po uzyskaniu zgody biskupstwa w 1898 rozpoczęto budowę. Projektantem wieży był Eduard Zelenka, natomiast budowniczymi Alexander Nitsche i Franz Gröger. Podczas prac MSSGV zdecydowało o umieszczeniu nad wejściem do budowli medalionu z herbem organizacji, zastanawiało się także nad nazwą. Padały różne propozycje – Habsburgs-Warte, Franz-Josef-Warte, Goldkoppen-Warte, Sudeten-Warte i wreszcie Freiwaldauer Warte, na którą ostatecznie się zdecydowano.
We wrześniu 1899 nastąpiło uroczyste otwarcie 26 m wieży, której koszt budowy wyniósł prawie 11 tysięcy florenów. Zaproszeni goście wyruszyli z rynku na Jeseníku i dotarli na szczyt, gdzie czekała na nich orkiestra, grająca m.in. hymn austriacki i niemiecki. Po uroczystości powrócili do miasta na obiad.
W 1902 obok wieży otworzono schronisko nazwane imieniem Adolfa Medritzera, leśniczego w dobrach biskupich, który walnie przyczynił się do wydania zgody na budowę. Obiekt był całoroczny, dzięki czemu ruch turystyczny na Zlatým Chlumie nie zamierał w miesiącach zimowych.
W 1914 biskupstwo wrocławskie wydzierżawiło MSSGV grunt po wieżą na 25 lat. Podczas I wojny światowej liczba turystów się zmniejszyła, ale wieża nie uległa zbytniej dewastacji.
Od 1924 zaobserwowano ponowny wzrost liczby turystów docierających na szczyt. Dwa lata później wieża, będąca w dobrym stanie technicznym, stała się miejscem tragedii – 20-letni Rudolf Zimmer popełnił samobójstwo skacząc z wieży. W latach 30. wybudowano nową drogę dojazdową oraz tor saneczkowy. Rozbudowano także schronisko.
W 1939 obchodzono uroczysty jubileusz 40-lecia wieży, już w granicach III Rzeszy. W następnym sekcja z Jesionika zakupiła grunt pod wieżą i schroniskiem, ale użytkowała go tylko do 1945. Po wojnie władze czechosłowackie przejęły oba obiekty i przekazały Klubowi Czeskich Turystów, a po 1948 Powiatowej Radzie Narodowej w Jesioniku. Ta ostatnia zupełnie nie przejmowała się obiema konstrukcjami, w wyniku czego schronisko uległo gwałtownej dewastacji, a w 1955 spłonęło.
Dopiero w 1976 uporządkowano teren, przeprowadzono remont wieży, a obok wybudowano drewniany domek służący turystom, regularnie padający w zimie łupem wandali. W ostatnich latach zastąpiła ją większa i solidniejsza budowla, w której znajduje się bufet oraz miejsca dla turystów.